# Filip 2. af Seleukideriget
Filip 2 Filorhomaios Barypos (?) var seleukidisk fyrste i Syrien og den sidste mand i seleukidedynastiet.
Han var søn af kong Filip 1. Filadelfos – en mindre seleukidefyrste – og nedstammede i lige linje fra Seleukos 1. Nikator. Da romerne befriede Syrien fra den armenske kong Tigranes den Store, blev fætteren Antiochos 13. anerkendt som ny konge i bl.a. Antiochia. Filip konkurrerede med fætteren om romernes gunst, men i 64 f.Kr. besluttede den romerske hærfører Pompejus at indlemme Syrien i Romerriget. Han fik Antiochos 13. likvideret og muligvis også Filip. Filip 2. er muligvis den samme Filip der i 56 f.Kr. nævnes som emne til ægteskab med dronning Berenike 4. af Ægypten, men som måske ved denne lejlighed blev myrdet af Aulus Gabinius, den romerske guvernør i Syrien.
Filip 2. var det sidste officielle medlem af seleukidedynastiet.